# Hans-Werner Ehrenberg
Hans-Werner Ehrenberg (* 30. August 1952 in Castrop-Rauxel) ist ein deutscher Lehrer und ehemaliger Politiker (FDP).
Ehrenberg legte 1972 sein Abitur am Freiherr-vom-Stein-Gymnasium Recklinghausen ab und studierte danach 1973 bis 1978 Germanistik, Geschichte und Politikwissenschaft an der Ruhr-Universität Bochum. Dieses Studium schloss er mit dem Staatsexamen ab. 1978 bis 1980 arbeitete er als Lehramtsreferendar am Studienseminar in Recklinghausen. 1980 bis 2012 war er Gymnasiallehrer in Sundern.
Ehrenberg ist seit 1997 Mitglied der FDP. 2000 bis 2014 war er Vorsitzender des Stadtverbandes der FDP in Sundern und Vorstandsmitglied des Bezirksverbandes der FDP für Südwestfalen.  1999 bis 2004 gehörte er der Fraktion der FDP in der Landschaftsversammlung Westfalen-Lippe an. Seit 1999 ist er Mitglied des Sunderner Stadtrates, in dem er seit 2004 Fraktionsvorsitzender der FDP ist. 2000 bis 2015 war er außerdem Vorsitzender des Kreisverbandes Hochsauerland.
Ehrenberg kandidierte bei den Bundestagswahlen 2002 und 2009 sowohl im Wahlkreis Hochsauerlandkreis als auch auf der nordrhein-westfälischen Landesliste für ein Bundestagsmandat. Am 10. Juli 2012 rückte er für Christian Lindner in den Deutschen Bundestag nach. Er war Mitglied des Auswärtigen Ausschusses und in der Bundestagsfraktion der FDP unter anderem zuständig für Themen rund um die Türkei und den Irak. Durch das knappe Scheitern der FDP an der Fünf-Prozent-Hürde bei der Bundestagswahl 2013 schied er aus dem Bundestag aus.
Ehrenberg ist verheiratet und hat zwei erwachsene Kinder.